# Ceratina melanoptera
Ceratina melanoptera là một loài Hymenoptera trong họ Apidae. Loài này được Cockerell mô tả khoa học năm 1924.